# Trinidad de la Garza Melo
Trinidad de la Garza Melo (Guadalupe, Nuevo León, 12 de febrero de 1817 - Monterrey, Nuevo León; 8 de julio de 1879) fue un abogado y político mexicano que fue gobernador interino del Estado de Nuevo León, en sustitución del general Jerónimo Treviño.

## Biografía
Nació en la Hacienda de Lermas, municipio de Guadalupe, Nuevo León, el 12 de febrero de 1817, siendo el mayor de los dos hijos del gobernador de Nuevo León Nicolás José de la Garza y Guerra y de su segunda esposa María Teresa de Melo. Se tituló como abogado en la Escuela de Jurisprudencia del Seminario de Monterrey. En Cadereyta Jiménez fungió como director de la primera escuela lancasteriana y más tarde impartió las cátedras de retórica y latinidad en el Seminario de Monterrey.
Fue miembro de la cuarta Junta Departamental (1843) y de la Junta Consultiva (1845); asimismo, formó parte de la VIII Legislatura Constitucional del Estado en 1849 y fue parte del Consejo de Gobierno que se conformó después del triunfo de la Revolución de Ayutla. Además fue prosecretario de la Sociedad Lancasteriana, juez de letras, magistrado y ministro fiscal del Tribunal Sueprior de Justicia.
Mientras desempeñaba el cargo de secretario de gobierno, sustituyó interinamente al gobernador Jerónimo Treviño de junio a agosto de 1869. A pesar de que su administración fue muy breve, impulsó la creación de los códigos civil, penal y de procedimientos.
El licenciado Trinidad de la Garza Melo, fallecido en Monterrey el 8 de julio de 1879, fue también escritor y poeta, y a través de sus obras apoyó en todo momento a la causa republicana. Fue tanta su influencia, que cuando falleció, sus alumnos de la Escuela de Derecho del Seminario de Monterrey, encabezados por Genaro Garza García, realizaron una colecta para sufragar los gastos del sepelio.